# Neomonoceratina chenae
Neomonoceratina chenae is een mosselkreeftjessoort uit de familie van de Schizocytheridae. De wetenschappelijke naam van de soort is voor het eerst geldig gepubliceerd in 1988 door Zhao & Whatley.